# ¿Te gusta Hitchcock?
¿Te gusta Hitchcock? (título original en italiano: Ti piace Hitchcock?) es un telefilme italiano de 2005 dirigido y coescrito por Dario Argento. Es un homenaje al popular director británico-estadounidense Alfred Hitchcock y contó con los papeles protagónicos de Chiara Conti y Elio Germano.

## Sinopsis
Giulio, un estudiante de cine, espía a su atractiva vecina Sasha y alquila películas de Fritz Lang para su tesis. Un día ve a Sasha en el videoclub e intenta alquilar Extraños en un tren, de Alfred Hitchcock, al mismo tiempo que otra mujer, Federica. Los dos entablan una amistad. Al día siguiente, paseando en bicicleta, Giulio ve a Sasha y a Federica manteniendo una conversación furtiva junto a una fuente.
Un intruso utiliza una llave para entrar en el apartamento de Sasha mientras su madre está sola en casa y la asesina con un mortero de latón. Esa noche, Giulio es despertado por la investigación policial mientras interrogan a Sasha. Leyendo el periódico, Giulio descubre que Sasha Zerboni era hija única y que su madre era una viuda rica. Giulio le dice a su novia Arianna que sospecha que Sasha y Federica tienen un acuerdo similar al de Extraños en un tren.

## Reparto
| Actor                | Personaje       |
| -------------------- | --------------- |
| Elio Germano         | Giulio          |
| Chiara Conti         | Federica Lalli  |
| Elisabetta Rocchetti | Sasha Zerboni   |
| Cristina Brondo      | Arianna         |
| Iván Moral'          | Andrea          |
| Edoardo Stoppa       | Inspector       |
| Elena Maria Bellini  | Madre de Giulio |